# Anolis callainus
Anolis callainus (домініканський зелений аноліс) — вид ігуаноподібних ящірок родини анолісових (Dactyloidae). Ендемік Домініканської Республіки. Раніше вважався конспецифічним з Anolis chlorocyanus, однак у 2020 році був визнаний окремим видом.

## Поширення і екологія
Домініканські зелені аноліси широко поширені на сході острова Гаїті та на деяких сусідніх острівцях, а також були інтродуковані на Суринам та Флориду. Вони живуть в тропічних лісах, пальмових гаях та в садах, на висоті до 1500 м над рівнем моря.